# Carlos Alvarado (Radsportler)
Carlos Alvarado Reyes (* 8. Dezember 1954 in Los Angeles; † 25. Januar 1998 in Puntarenas) war ein Radrennfahrer aus Costa Rica.

## Sportliche Laufbahn
Alvarado war im Straßenradsport und im Bahnradsport aktiv. Er war Teilnehmer der Olympischen Sommerspiele 1976 in Montreal. Im olympischen Straßenrennen schied er aus.
1977 wurde er Gesamtsieger der Vuelta a Costa Rica. Etappensiege in dieser Rundfahrt holte er 1974, 1978 (dreifach), 1980, 1981 und 1982. 1978 wurde er Zweiter hinter Fernando Fontes aus Venezuela. 1978 gewann er die Guatemala-Rundfahrt.